# Giovanni Battista Giani
Giovanni Battista Giani (Golasecca, 17 dicembre 1788 – Milano, 20 agosto 1859) è stato un archeologo italiano, nato nel Ducato di Milano. Fu lo scopritore della Cultura di Golasecca.

## Biografia
L'abate Giovanni Battista (o anche Giovan Battista, secondo l'uso dell'epoca) Giani nacque a Golasecca nel 1788. Giani individuò per primo i resti delle necropoli proto-celtiche di Golasecca e Castelletto presso il fiume Ticino, pubblicandone l'analisi nel volume La battaglia del Ticino tra Annibale e Scipione durante il 1824. Giani scoprì una cinquantina di tombe presso le colline che lui definì le Corneliane. In questo testo interpretò erroneamente i reperti come testimonianza appunto degli eventi bellici avvenuti fra Celti dello scontro tra i Romani ed i Galli avvenuto durante la seconda guerra punica. I materiali archeologici furono poi collocati all'età del ferro grazie ai successivi studi tipologici di Pompeo Castelfranco nel 1871. Buona parte dei ritrovamenti di Giani sono conservati nella collezione che porta il suo nome presso il Castello di Saint-Germain-en-Laye in Francia. Altri sono invece visibili presso il Museo Civico di Castelletto sopra Ticino.
Giovanni Battista Giani fu anche professore emerito al ginnasio Sant'Alessandro di Milano. Viene inoltre ricordato per un diverbio avuto con il figlio del maresciallo Josef Radetzky nel 1838.
È tumulato a Gallarate, all'interno del museo della Società Gallaratese degli Studi Patri, nella sala che ospita una selezione di reperti golasecchiani.

## Scritti di Gio.Battista Giani
- Gio.Battista Giani, Battaglia del Ticino tra Annibale e Scipione ossia Scoperta del campo di P.C. Scipione, delle vestigia del ponte sul Ticino, del sito della battaglia e delle tombe de' Romani e de' Galli in essa periti, Imperiale Regia Stamperia, Milano, 1824.